# Иоффе, Александр Исаакович
Александр Исаакович Иоффе (16.04.1917, Коканд, Туркестан — 04.05.1984, Ульяновск) — советский инженер-конструктор, первый директор Ульяновского механического завода (ГП «УМЗ») (1966—1971), лауреат Государственной премии СССР.

## Биография
Окончил Челябинский тракторный техникум (1937), Горьковский индустриальный институт (1945). В 1939—1947 старший конструктор Горьковского автозавода.
В 1947—1951 главный конструктор Рижского завода «Автоэлектроприбор».
С 1951 по 1966 год начальник сектора, начальник отдела ОКБ, главный инженер, начальник ОТК, главный инженер Ульяновского автозавода.
В 1966—1971 первый директор Ульяновского механического завода. Под его руководством установлено 14 поточных линий.
Умер 4 мая 1984 года после тяжелой продолжительной болезни. Похоронен на Северном кладбище Ульяновска.

## Награды
Лауреат Государственной премии СССР (1967). Награждён двумя орденами Трудового Красного Знамени (1966, 1971), медалями.